# فرودگاه منطقه‌ای مونته‌ری
فرودگاه منطقه‌ای مونته‌ری (به انگلیسی: Monterey Regional Airport) یک فرودگاه با کد یاتا MRY است که یک باند فرود آسفالت دارد و طول باند آن ۲۳۲۱ متر است. این فرودگاه در شهر مونته ری، کالیفرنیا کشور ایالات متحده آمریکا قرار دارد و در ارتفاع ۷۸٫۳ متری از سطح دریا واقع شده‌است.

## شرکت‌های هواپیمایی و مقصدهای پروازی

### مسافری
| شرکت‌های هواپیمایی                    | مقصدهای پروازی        |
| ------------------------------------ | --------------------- |
| آلاسکا ایرلاینز اجرا توسط هوریزن ایر | لس‌آنجلس، سن دیه‌گو     |
| الیجنت ایر                           | مک‌کاران               |
| امریکن ایگل                          | فینکس اسکای هاربر     |
| یونایتد اکسپرس                       | لس‌آنجلس، سانفرانسیسکو |

Allegiant Air is the only airline serving Monterey with large mainline jets, such as the مک‌دانل داگلاس ام‌دی-۸۰ that flies nonstop to Las Vegas. Allegiant planned to fly بوئینگ ۷۵۷s nonstop to Honolulu starting in November, 2012; due to low demand the flight never started.